# Villa publica
Nell'antica Roma, la Villa publica era il luogo dove si stabilivano i generali in attesa del trionfo, perché essi non potevano oltrepassare il pomerium (confine virtuale) dell'Urbe come comandanti in capo di un esercito. All'epoca del trionfo giudaico, come testimonia Flavio Giuseppe, le legioni si acquartierarono nell'area tra la Villa publica e i Saepta, non lontano dal tempio di Iside. Per sacralizzare questo luogo che aveva visto il trionfo del padre e del fratello, Domiziano vi fece costruire al suo posto, dopo l'incendio dell'80, un porticus Divorum.

## Storia
I romani ricorrevano alla precauzione di proibire l'ingresso in armi degli eserciti in Roma per evitare un colpo di Stato da parte di qualche generale vittorioso. Si può ricordare, a questo proposito, che Gaio Giulio Cesare nel 60 a.C., di ritorno con parte del suo esercito dalla penisola iberica dove era stato propretore, dovette rinunciare a celebrare il trionfo per potere entrare a Roma e presentare personalmente la sua candidatura al consolato. Nella Villa publica c'era anche la sede dei censori e vi si svolgevano le operazioni di leva e di censimento quinquennale dei cittadini. Al suo interno c'era un tempietto dedicato alla dea Flora (o delle Ninfe), forse distrutto da Clodio nel 57 a.C.
| Planimetria del Campo Marzio meridionale |
| --- |
| Tevere Navalia Circus Flaminius Teatro di Marcello T. di Diana T. della Pietà T. di Giano T. di Giunone T. di Spes Tempio di Bellona Tempio di Apollo Sosiano Tempio di Giove Statore Tempio di Giunone Regina Portico d'Ottavia Portico di Filippo T. d'Ercole Portico d'Ottavio Teatro di Balbo Crypta Balbi Portico di Minucio T. delle Ninfe Diribitorium T. di Giuturna T. della Fortuna T. di Feronia T. dei Lari Permarini Curia di Pompeo Portico di Pompeo Teatro di Pompeo Tempio di Venere Vincitrice Templi di Marte e Nettuno Santuario di Ercole Magnus Custos Tempio di Castore e Polluce Ponte Fabricio Isola Tiberina Porticus Maximae T. di Vulcano Porticus Divorum Villa Publica Hecatostylum T. della Fortuna equestre Anfiteatro di Statilio Tauro (?) |